# Gajówka-Wieś
Gajówka-Wieś (do 2008 Gajówka) – wieś w Polsce położona w województwie łódzkim, w powiecie poddębickim, w gminie Dalików. Do 2007 roku nosiła nazwę Gajówka.
W latach 1975–1998 miejscowość administracyjnie należała do województwa sieradzkiego.
We wsi mieścił się majątek rodziny Weilów, którym w latach 60. XIX w. zarządzał Ryszard Geyer, późniejszy przemysłowiec łódzki. To tutaj poznał Olgę Joannę Weil, która została jego żoną. 